# وورابیندا، کوئینزلند
وورابیندا (به انگلیسی: Woorabinda) یک شهرک در استرالیا است که در Aboriginal Shire of Woorabinda واقع شده‌است.